# خانه حسن‌پور
خانه حسن پور از بناهای قدیمی شهر اراک است که در مجموعه بافت قدیمی اراک و در اولین گذر سمت چپ بعد از چهارسوق بازار و در مقابل گذر مدرسه سپهداری قرار دارد. بنیان‌گذار بنا حاج علی مشیری است که بعد از چندین نسل به مالکیت آقای حسن پور درآمده‌است.
این بنا در زمینی به مساحت ۶۰۰ متر مربع در دو طبقه که هریک به مساحت ۳۰۰ متر مربع است ساخته شده که متشکل از اتاق‌های سه دری و پنج دری است. بنا همانند بسیاری از منازل مسکونی شهر سلطان آباد درونگرا با حیاط مرکزی است و در سه جهت شرق، شمال و جنوب داراری ساختمان‌هایی است که به سمت حیاط گشوده می‌شوند.
طبقه همکف خانه شامل اتاق‌های زمستان نشین، مطبخ، انبار آذوقه و ورودی اصلی بنا است و در طبقه اوّل اتاق‌های شاه نشین و تابستان نشین قرار دارد. سازه اصلی بنا از خشت تشکیل شده و پی‌ها به وسیلهٔ سنگ‌های بزرگ و دوغاب ساخته شده‌است. نماسازی بنا با استفاده از آجر، کاشی و قیر و گچ است.
سازمان میراث فرهنگی و گردشگری استان مرکزی در سال ۷۴ این بنا را از وراث مرحوم حسن پور خریداری کرد و تا سال ۸۳ مرمت آن طول کشید و پس از آن تبدیل به موزه صنایع دستی شد.
در سال ۹۷ این بنا به بخش خصوصی واگذار شد و کاربری آن به سفره‌خانه سنتی تغییر کرد.